# Істобенське сільське поселення
Істо́бенське сільське поселення (рос. Истобенское сельское поселение) — адміністративна одиниця у складі Орічівського району Кіровської області Росії. Адміністративний центр поселення — село Істобенськ.

## Історія
Станом на 2002 рік на території сучасного поселення існували такі адміністративні одиниці:
- Істобенський сільський округ (село Істобенськ, присілки Бобилі, Вальково, Верхні Пленкови, Давидови, Єлькіни, Заозериця, Ішутінови, Карпіни, Коржавіни, Корсакови, Красново, Крисови, Кутергіни, Лобки, Малі Колбіни, Морогови, Нижні Пленкови, Нижні Яригіни, Одегово, Осиново, Підволочьє, Плешки, Рогачі, Руські, Савічі, Свистоки, Смірнови, Сурічі, Тіваненки, Трішки, Тумани, Тупіцини, Ульяново, Целіщеви, Шевніни)

Поселення було утворене згідно із законом Кіровської області від 7 грудня 2004 року № 284-ЗО у рамках муніципальної реформи шляхом перетворення Істобенського сільського округу.

## Населення
Населення поселення становить 914 осіб (2017; 934 у 2016, 950 у 2015, 997 у 2014, 1021 у 2013, 995 у 2012, 967 у 2010, 1277 у 2002).

## Склад
До складу поселення входять 36 населених пунктів:
| Населений пункт           | Населення, осіб (2002) | Населення, осіб (2010) |
| ------------------------- | ---------------------- | ---------------------- |
| Бобилі, присілок          | 0                      | 2                      |
| Вальково, присілок        | 3                      | 0                      |
| Верхні Пленкови, присілок | 1                      | 0                      |
| Давидово, присілок        | 8                      | 2                      |
| Єлькіни, присілок         | 3                      | 3                      |
| Заозериця, присілок       | 0                      | 1                      |
| Істобенськ, село          | 727                    | 570                    |
| Ішутінови, присілок       | 4                      | 1                      |
| Карпіни, присілок         | 9                      | 4                      |
| Коржавіни, присілок       | 16                     | 10                     |
| Корсакови, присілок       | 5                      | 0                      |
| Красново, присілок        | 4                      | 3                      |
| Крисови, присілок         | 52                     | 45                     |
| Кутергіни, присілок       | 12                     | 8                      |
| Лобки, присілок           | 17                     | 2                      |
| Малі Колбіни, присілок    | 0                      | 0                      |
| Морогови, присілок        | 0                      | 0                      |
| Нижні Пленкови, присілок  | 21                     | 19                     |
| Нижні Яригіни, присілок   | 35                     | 30                     |
| Одегово, присілок         | 10                     | 2                      |
| Осиново, присілок         | 23                     | 16                     |
| Підволочьє, присілок      | 22                     | 19                     |
| Плешки, присілок          | 20                     | 13                     |
| Рогачі, присілок          | 11                     | 4                      |
| Руські, присілок          | 4                      | 5                      |
| Савічі, присілок          | 7                      | 2                      |
| Свистоки, присілок        | 26                     | 24                     |
| Смирнови, присілок        | 19                     | 7                      |
| Сурічі, присілок          | 6                      | 2                      |
| Тіваненки, присілок       | 15                     | 11                     |
| Трішки, присілок          | 0                      | 0                      |
| Тумани, присілок          | 13                     | 0                      |
| Тупіцини, присілок        | 33                     | 29                     |
| Ульяново, присілок        | 84                     | 75                     |
| Целіщеви, присілок        | 27                     | 1                      |
| Шевніни, присілок         | 40                     | 48                     |